# Benevento
Benevento é uma comuna italiana da região da Campania, província de Benevento, com cerca de 61.486 habitantes. Estende-se por uma área de 129 km², tendo uma densidade populacional de 477 hab/km². Faz fronteira com Apollosa, Castelpoto, Foglianise, Fragneto Monforte, Paduli, Pesco Sannita, Pietrelcina, San Leucio del Sannio, San Nicola Manfredi, Sant'Angelo a Cupolo, Torrecuso.
Era conhecida como Malvento (em latim: Malventum) durante a República Romana. É a terra natal dos papas Félix IV,Vitor III eGregório VIII.

## História
De 570 a 1077, foi sede do Ducado de Benevento.
Em novembro de 774, imediatamente após ter sido coroado solenemente príncipe, Arequis II, que era o duque de Benevento, decidiu enviar membros das famílias beneventanas Cortisani e Baccari para ocupar a área central do rio Biferno, na região vizinha de Molise.
É a comuna originária da família Manzo que imigrou para os Estados Unidos da América e para o Brasil no inicio do século XX.

## Demografia
| Variação demográfica do município entre 1861 e 2011                               |
|                                                                                   |
| Fonte: Istituto Nazionale di Statistica (ISTAT) - Elaboração gráfica da Wikipedia |